# Anglo-Sud-Africains
Les Anglo-Sud-Africains sont les blancs sud-africains anglophones généralement originaires des îles Britanniques. Ils sont relativement dispersés sur le territoire sud-africain et ne constituent que 3 à 4 % de la population[Quand ?]. Cependant, ils occupent une place importante dans l'économie sud-africaine et forment encore une partie non négligeable du monde des affaires.
Les Anglo-Sud-Africains regroupent à la fois des descendants de colons britanniques arrivés en Afrique du Sud au XIXe siècle, qui ont conservé parfois le statut de sujet britannique, et des européens d'origines variées, qui ont immigré au XXe siècle et qui se sont assimilés à la nation anglo-sud-africaine. Les immigrés portugais, italiens et grecs leur sont notamment associés. 
Les Anglo-Sud-Africains sont généralement des chrétiens anglicans et protestants mais on y trouve également une minorité catholique et juive. Ils se distinguent surtout des Afrikaners, qui sont de langue afrikaans et très majoritairement calvinistes (généralement membres de l'Église réformée néerlandaise d'Afrique du Sud). 
Les Anglo-Sud-Africains se concentrent dans les zones urbaines, particulièrement à Johannesbourg, Le Cap et Durban, où ils forment une part significative de la population (aux alentours de 10 %).

## Historique
À la suite de la faillite de la Compagnie néerlandaise des Indes orientales, de la défaite française de Trafalgar et des guerres napoléoniennes, les Britanniques prennent possession de la colonie du Cap au début du XIXe siècle afin de protéger et de développer leurs voies de communications.
Après avoir laissé une relative autonomie aux populations néerlandaises du Cap (dont une grande partie sont des Boers, c'est-à-dire des fermiers ou des agriculteurs nomades), le Royaume-Uni prend petit à petit l’ascendant en s’assurant le contrôle économique et politique de la région. La vision libérale des Britanniques, de plus en plus opposés à l’esclavage, ainsi que l’imposition de leur langue et de l'anglicanisme entrent en conflit avec la vision des Boers, qui sont très majoritairement des calvinistes réformés ainsi que des partisans d'une abolition plus progressive de l'esclavage. 

### La prise de possession du Cap par les Britanniques

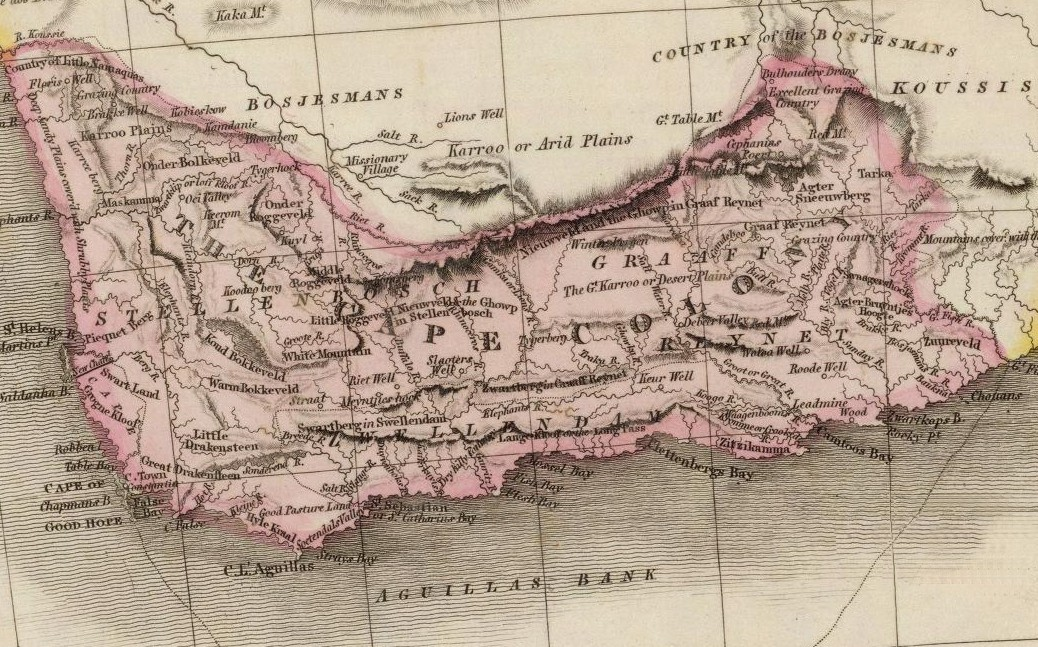
Carte de la colonie du Cap en 1809.

La colonie du Cap en Afrique du Sud est à la fin du XVIIIe siècle une possession néerlandaise, peuplée de bantous, d'Hottentots, de boers de souche franco-néerlandaise et de néerlandais. Alors qu'en Europe, les Pays-Bas tombent sous l'influence de la France (traité de La Haye du 16 mai 1795), le gouvernement de la Grande-Bretagne ordonne de sécuriser les colonies néerlandaises afin d'éviter qu'elles ne tombent sous l'emprise des Français. Le général James Henry Craig est envoyé au Cap à la tête d'un contingent militaire qui s'empare de la colonie néerlandaise. En février 1803, en vertu des termes de la paix d'Amiens, la colonie du Cap est rétrocédée à la République batave. Mais en janvier 1806, trois mois après la bataille de Trafalgar, la colonie est de nouveau occupée par les Britanniques.
La colonie du Cap s'étend alors sur 194 000 kilomètres carrés et compte un peu plus de 60 000 habitants, dont quelque 25 000 Blancs, majoritairement des Boers d'origine franco-germano-néerlandaise, 15 000 Khoïsans, 25 000 esclaves et un millier d'hommes libres (anciens esclaves libérés de leur servitude). La colonie est durant 8 années administrée par une autorité de fait et est, à partir de 1807, rattachée au Colonial Office, représentée localement par un gouverneur. Durant cette période, des missions protestantes anglicanes s'installent en Afrique du Sud comme la Société missionnaire de Londres (LMS) et entreprennent de venir en aide, de protéger, de conseiller et de convertir les tribus hottentotes locales.
Lors du traité de Paris de 1814, le Royaume-Uni (issu de la fusion en 1801 du royaume de Grande-Bretagne et du royaume d'Irlande) acquiert officiellement et définitivement la colonie du Cap.

### La colonisation britannique du Cap

Drapeau de la colonie du Cap.

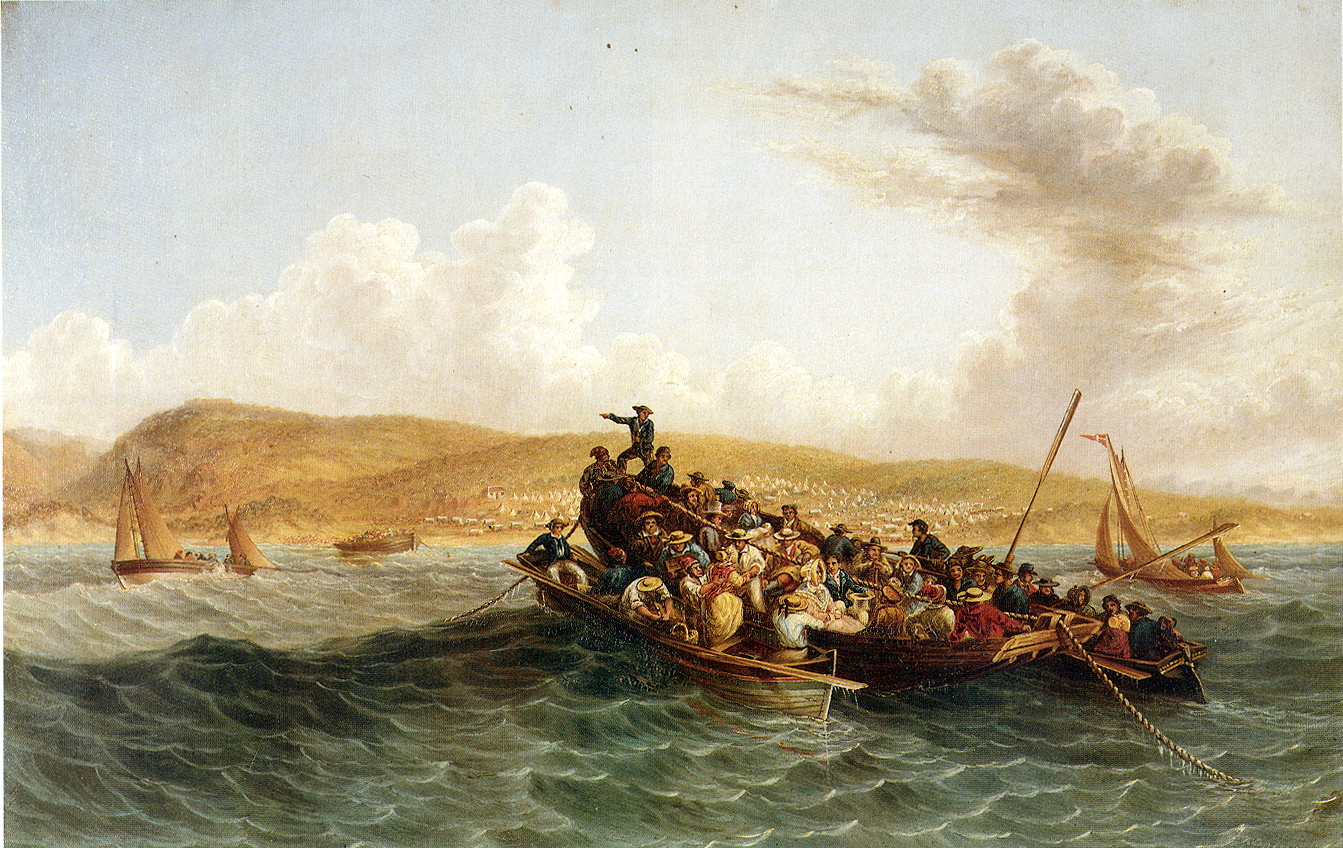
Arrivée des colons britanniques dans la baie d'Algoa (1820).

Les premières vagues de colonisations britanniques en Afrique du Sud commencent dans les années 1817-1819. Le gouverneur Charles Henry Somerset souhaite alors fortifier la frontière de l'est avec les territoires xhosas. C'est dans cette optique qu'il entreprend d'intensifier la colonisation de la région frontière du Zuurveld située en amont de la rivière Sundays et en aval de la rivière Great Fish.
En 1820, avec le soutien de Lord Somerset et du parlement britannique, près de 4 000 Britannique émigrent dans cette région au bord de l'océan Indien. Ce sont principalement d'anciens chômeurs urbains qui se révélèrent de piètres fermiers. Ils s'établissent pour la plupart comme artisans et commerçants à Port Elizabeth, alors un petit village de la baie d'Algoa et à Grahamstown, alors garnison britannique. Cette nouvelle émigration de « loyaux sujets de Sa Majesté » permet de faire contrepoids aux Boers, rétifs à la nouvelle administration. Elle permet en outre d'angliciser la colonie.
En 1822, le néerlandais perd son statut de langue officielle dans les tribunaux et les services gouvernementaux. Il recule dans les domaines scolaires et religieux. Le processus d'anglicisation est en marche alors que le dialecte néerlandais, appelé aussi afrikaans, est dénigré et réservé aux rustauds des frontières.
En 1828, l'anglais devient la seule langue officielle pour les affaires administratives et religieuses. Les Hottentots se voient également reconnaître l'égalité des droits avec les blancs.
En 1834, l'émancipation de tous les esclaves de la colonie du Cap est proclamée. Pour apaiser les esprits, le gouverneur, Sir Benjamin D'Urban instaure un conseil législatif de douze membres supposé permettre aux administrés du Cap de débattre des affaires publiques. Les compensations pécuniaires pour l'émancipation des esclaves ne satisfont pas les anciens propriétaires d'esclaves et en 1835, plusieurs milliers de fermiers Boers rompent tout lien avec la colonie du Cap (manifeste de Piet Retief) et s'exilent à l'intérieur des terres pour tenter d'y fonder une république boer indépendante. C'est le Grand Trek.

### La cafrerie britannique

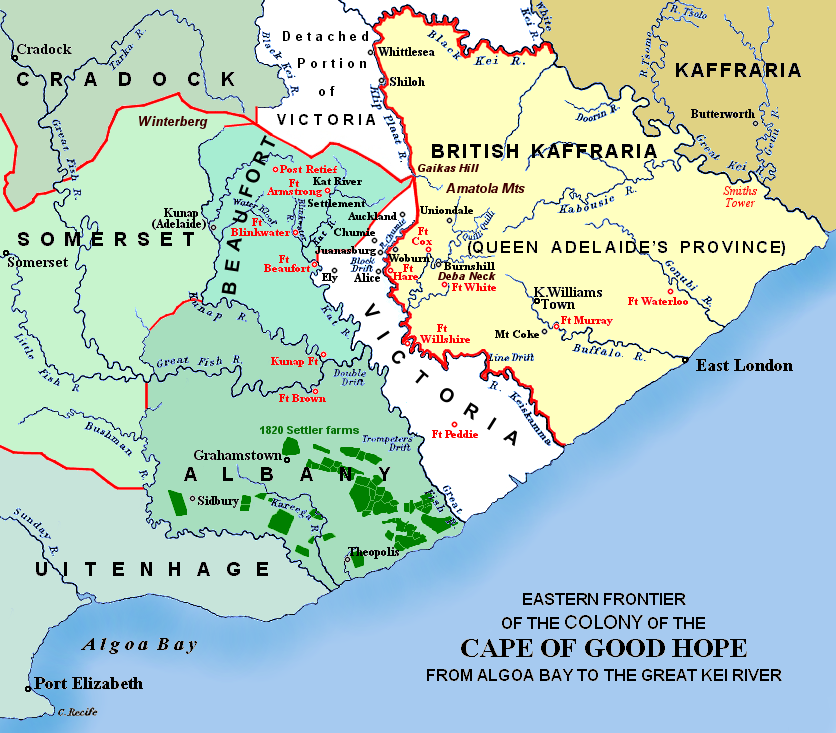
Frontière est de la colonie du Cap et la cafrerie britannique en 1835.

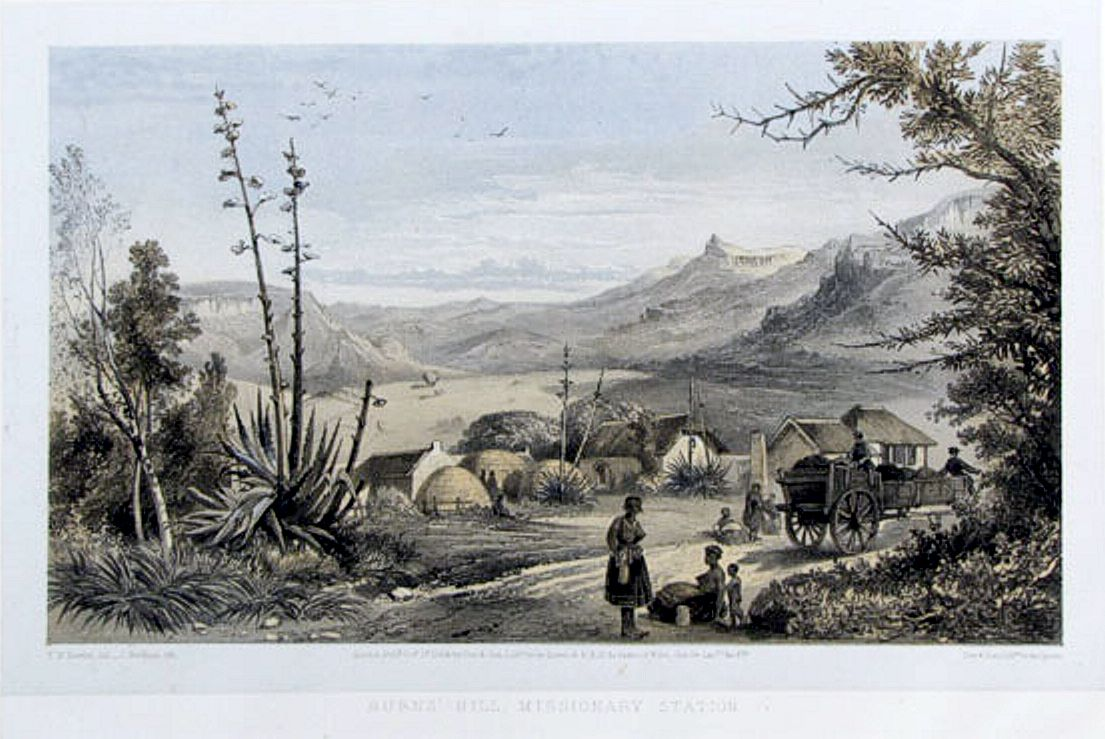
Mission établie sur le fleuve Keiskamma - peinture de T. Bowler.

Le 10 mai 1835, le colonel Harry Smith proclame l'annexion de la région située entre les fleuves Keiskamma (en) et Grand Kei, sous le nom de province de la Reine-Adélaïde, en hommage à l'épouse du roi Guillaume IV. L'annexion de cette région à la colonie du Cap est désavouée par le secrétaire d'État aux colonies. Le 10 décembre 1835, la province est alors déclassée en district de la Reine-Adélaïde en attendant que le statut du territoire soit fixé. Finalement, le principe de restituer la région aux indigènes, défendu par le  secrétaire d'état aux colonies, Lord Glenelg, est approuvé par Londres. En 1836, Sir Durban, qui était favorable à l'annexion, doit retirer ses troupes de la zone tampon et les installer près de la frontière, marquée par le fleuve Keiskamma. Le 17 septembre 1838, un traité de paix est signé entre les autorités britanniques et les représentants xhosas. En 1847, à la suite de nouvelles escarmouches, le district est finalement annexé et devient la Cafrerie britannique.
Pendant ce temps, le Grand Trek des Boers a conduit le gouverneur du Cap, sous l'impulsion des missionnaires anglicans, à reconnaître un certain nombre d'États indigènes, pour les soustraire à toute convoitise des Boers. Ainsi à la frontière nord de la colonie du Cap, les premiers traités sont signés avec les Griquas en 1843-1844 pour la reconnaissance du Griqualand Ouest alors que dans le centre-est, les Basothos se placent sous un régime de semi-protectorat britannique.
En 1850, les Xhosas se soulèvent de nouveau dans la cafrerie, repoussant les britanniques civils ou militaires à King William's Town. La guerre dure quelques années avec les montagnes Amatolas pour principal champ de bataille avant que la frontière ne soit solidifiée et que la Cafrerie britannique ne devienne colonie de la Couronne. En 1866, tout le territoire de la Cafrerie britannique est incorporé à la colonie du Cap pour former les districts de King William's Town et de East London.

### Le développement de la colonie du Cap

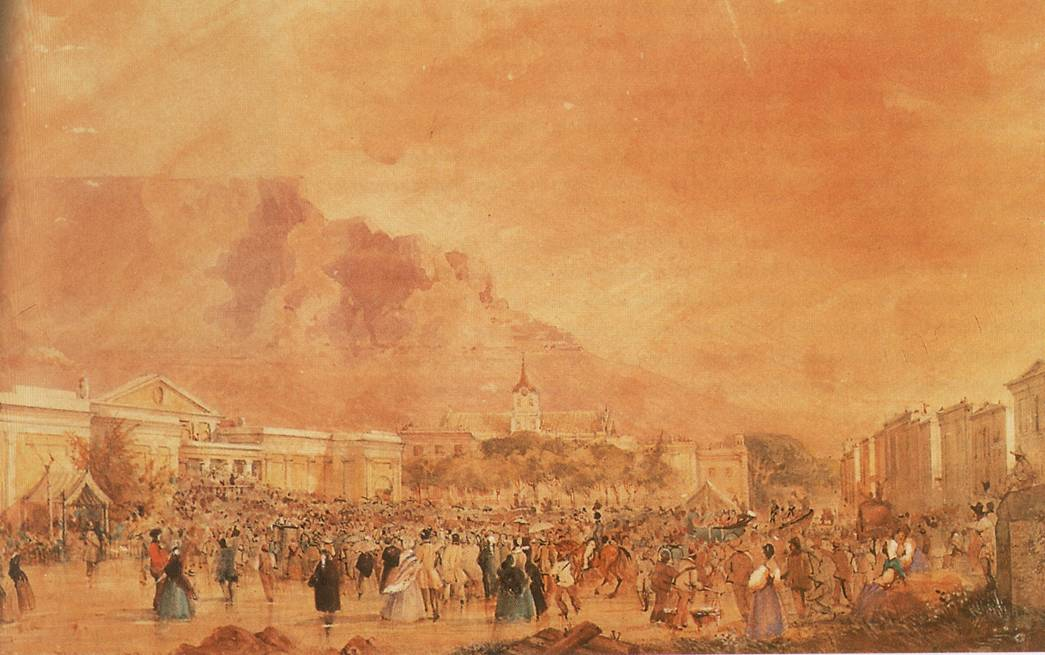
Protestations contre le projet d'établir une colonie pénitentiaire au Cap - Peinture de T. Bowler (1849).

Pendant ce temps, la colonie du Cap prospère (développement de la voirie publique, de l’industrie viticole, de l'élevage, production de laine...) tandis que le Royaume-Uni initie une nouvelle politique active de colonisation de l'Afrique du Sud. En 1848, le colonial office décide de faire du Cap une colonie pénitentiaire pour les Irlandais reconnus coupables de crimes et délits. À la suite de la réaction violente des populations résidentes du Cap, alors que le premier navire pénitentiaire approchait des côtes sud-africaines, le gouverneur Harry Smith décide, pour préserver la paix civile, d'interdire d'accostage les prisonniers lors de leur arrivée à Simon's Bay le 19 septembre 1849. Au bout de cinq mois de blocage, le Colonial Office décide alors de dérouter le navire vers la Tasmanie. En refusant d'être une colonie pénitentiaire, l'Afrique du Sud se prive de toute une nouvelle catégorie de population qui allait participer au développement des communautés européennes d'Australie et de Tasmanie. Les administrés de la colonie du Cap profitent néanmoins de cet épisode pour réclamer de nouveaux droits, notamment une autonomie politique.
En 1852-1854, les frontières sont fixées avec les républiques du Transvaal et d'Orange. La colonie du Cap a désormais des États voisins gouvernés par des descendants d'européens.
Le 11 mars 1854, la colonie du Cap est désormais elle-même dotée d'une constitution avec un parlement élu, légiférant sur les affaires intérieures. Celle-ci prévoit l'établissement de deux assemblées dont les membres sont élus au suffrage censitaire. Le minimum de propriété pour voter à la chambre basse est ainsi très faible (25 livres) permettant à 80 % de la population masculine d'exercer son droit de vote. La sélection des électeurs de la chambre haute est plus rigoureuse et nécessite de posséder déjà une certaine fortune (de 2 000 à 4 000 livres). L'égalité des races, reconnue depuis 1828, est réaffirmée. Ainsi, un grand nombre de métis (55 % de la population du Cap) se retrouve électeurs de plein droit à la chambre basse. En outre, aucune restriction quant à l'illettrisme n'est prévue.

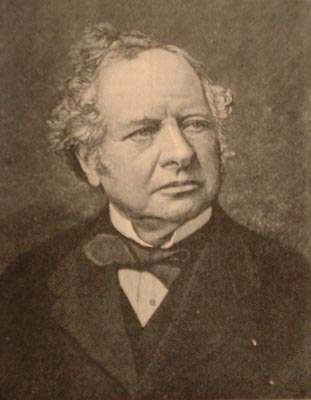
Sir George Grey.

En 1854, Sir George Grey est nommé gouverneur de la colonie du Cap, pour laquelle il décide de donner une nouvelle orientation politique plus ambitieuse. Jusque-là, aucun gouverneur n'avait démontré de réelle ambition régionale pour la colonie. Celle-ci ne s'était d'ailleurs agrandie que du fait de la migration des colons et des Boers ou pour préserver la paix civile. Le fleuve Orange est une frontière politique, diplomatique et économique que les différents gouverneurs successifs ont refusé de franchir jusqu'à l'établissement des républiques boers. En 1858, le gouverneur Grey propose l'établissement d'une confédération sud-africaine englobant toute l'Afrique du Sud, y compris les Républiques boers et les territoires indigènes. Sa proposition ambitieuse est immédiatement rejetée par Londres. Sir George Grey entreprend alors de développer les infrastructures routières. Avec le soutien des missionnaires comme Robert Moffat et des explorateurs comme David Livingstone, il ouvre une route vers le Botswana, au-delà du fleuve Orange et du désert du Karoo. Il entreprend aussi de débuter l'intégration des Xhosas, rendus dociles après une grande famine de 1857, en leur octroyant un début d'instruction publique non obligatoire de type britannique.
Quand il quitte Le Cap en 1861, George Grey laisse une colonie plus prospère. Sa politique de grands travaux publics incluant des barrages a permis à la colonie de se moderniser. Des mines de cuivre commencent à être exploitées dans le petit Namaqualand, l'industrie de la laine est bénéficiaire et le Natal est devenue une colonie de la Couronne. Les chemins de fer commencent à se développer avec le lancement de la première ligne Le Cap-Wellington. En 1869, l'élevage d'autruches devient une nouvelle activité prospère de la colonie et participe au développement économique de la région d'Oudtshoorn.

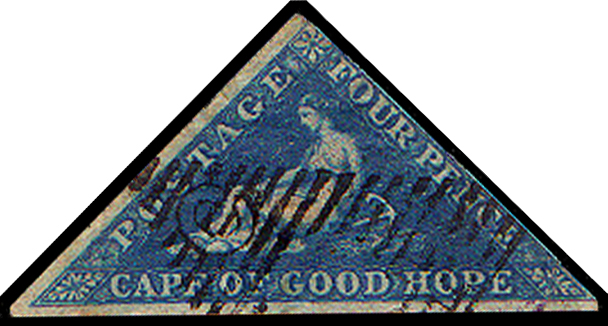
Timbre triangulaire de la colonie du Cap.

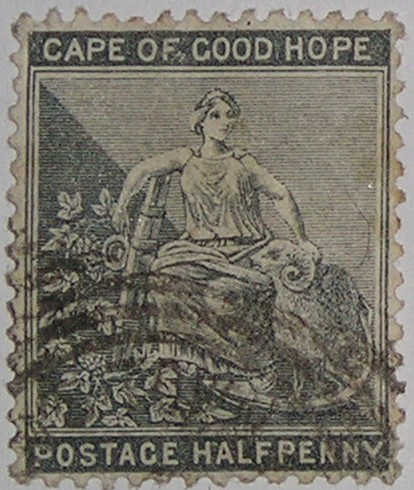
Timbre allégorique de 1892.

En 1865, la colonie du Cap compte 180 000 habitants d'origine européenne alors que toute l'Afrique du Sud compte aux alentours de 250 000 Blancs. Elle compte aussi 200 000 métis et Hottentots ainsi que 100 000 Bantous, établis principalement dans la région orientale de la colonie du Cap. La colonisation européenne reste inférieure aux prévisions : ainsi entre 1820 et 1860, la moyenne des nouveaux arrivés en provenance d'Europe ne dépasse pas 750 personnes par an bien que la population blanche sud-africaine ait doublé entre 1820 et 1835. L'accroissement démographique est donc essentiellement dû à la natalité. En fait, le peuplement européen de l'Afrique du Sud n'a jamais été prioritaire que ce soit sous l'administration néerlandaise ou britannique. À partir de 1820, ces derniers ont bien initié une nouvelle politique active d'immigration pour faire de l'Afrique du Sud une colonie de peuplement de langue anglaise et amoindrir en même temps l'importance démographique de la population blanche de langue afrikaans, plus que méfiante envers les nouvelles autorités. Mais pour des raisons stratégiques, le gouvernement britannique et le bureau des Colonies vont s'attacher prioritairement au peuplement britannique du Canada et de l'Australie. Ainsi, les navires affectés à la desserte de la colonie du Cap sont en nombre plus restreint et parfois, réaffectés pour desservir d'autres destinations.

### Annexions de territoires à la couronne britannique
Durant la seconde moitié du XIXe siècle, toute une série de territoires sont annexées à la couronne britannique et parfois ouverts à la colonisation ou placés sous protectorat. Après l'annexion du Griqualand Ouest, ce sont les territoires indigènes, en amont de la rivière Kei et en aval de Port Edward dans la colonie britannique du Natal, qui sont progressivement annexés à la colonie du Cap sans que ces territoires soient pour autant tous ouverts à la colonisation. Le Fingoland est annexé dès 1875 puis le Griqualand-est en 1879. C'est ensuite le tour du Gcalekaland et du Bomvanaland en 1885, du Thembuland en 1886 et du Pondoland en 1894. Réorganisés en districts et administrés à l'aide de conseils indigènes (Native Council), ces territoires sont progressivement unifiés au sein d'un conseil général du Transkei.

### Une politique expansionniste

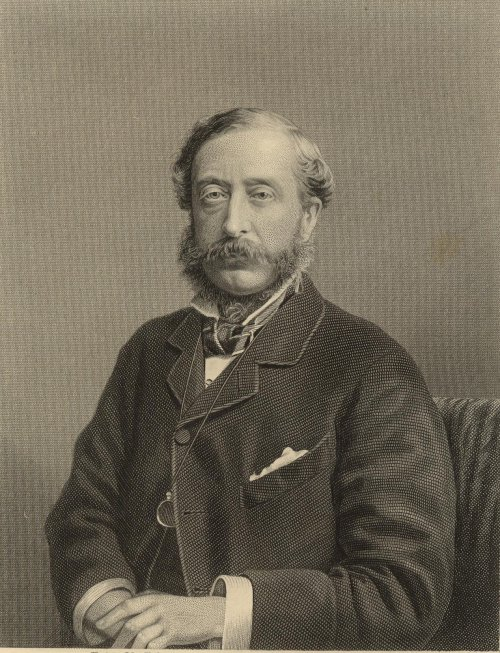
Henry Herbert, 4e duc de Carnavon.

À partir de 1867, l'Afrique du Sud commence à connaître une ruée vers le diamant. Jusque-là perçu en Europe comme une contrée pauvre et dangereuse, le sous-sol de la région révèle ses potentielles richesses. Les Britanniques sont les premiers à bénéficier de l'émergence de l'industrie diamantaire mais ce sont de tous les pays d'Europe et même d'Amérique qu'affluent des milliers d'aventuriers et de prospecteurs en quête de diamants. Parmi ces aventuriers figure un jeune britannique venu en Afrique du Sud pour des raisons de santé et qui fait fortune sur les champs de Kimberley : Cecil Rhodes.
Dans les années 1870, le plan de confédération sud-africaine de Sir George Grey est réétudié par le comte de Carnavon, secrétaire aux colonies, après la réussite de son plan d'action en faveur d'une fédération canadienne. C'est à cette fin qu'en 1872, le gouvernement représentatif du Cap est remplacé par un gouvernement responsable devant le parlement de la Colonie. Le gouverneur a un statut de chef d'État constitutionnel dont les pouvoirs sont limités concernant les affaires intérieures de la colonie. Il est aussi le haut-commissaire d'Afrique du Sud et à ce titre, responsable des relations du Royaume-Uni avec les États et peuple de la région. En 1875, Carnavon entreprend de faire vendre un projet de fédération aux Sud-Africains relevant de la souveraineté britannique. Il propose même de scinder la colonie du Cap en deux états fédérés dont ses propositions sont toutes rejetées lors de la conférence organisée à Londres en août 1876.
En avril 1877, le Transvaal au bord de la banqueroute est annexé par le Royaume-Uni. Carnavon demande alors à Sir Henry Bartle Frere, le nouveau gouverneur de la colonie du Cap et haut-commissaire à l'Afrique du Sud, de réaliser la confédération sud-africaine. Aussitôt arrivé au Cap, peu avant le 12 avril 1877, Bartle Frere doit faire cependant faire face à des troubles dans le Zoulouland, au Natal mais aussi à la frontière des territoires Xhosas encore indépendants. La révolte des tribus Galekas et Gaikas débouche sur une neuvième guerre cafre inattendue et l'annexion in fine du Gcalekaland à la colonie du Cap. Accaparé par ces guerres, Bartle Frere ne peut présenter le projet de confédération lequel est abandonné après la démission de Lord Carnarvon de ses fonctions.

### De l'utilisation des Uitlanders pour dominer l'Afrique du Sud

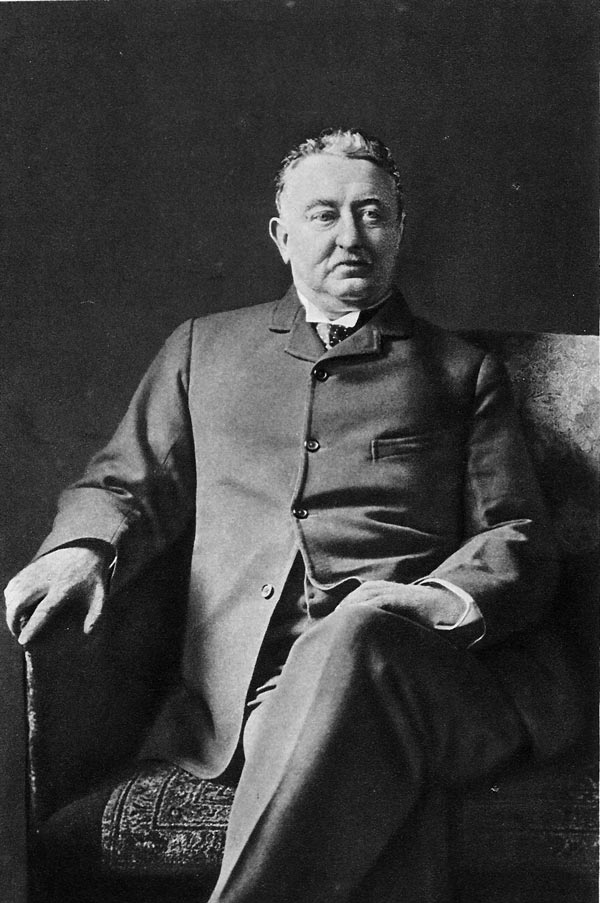
Cecil Rhodes.

En 1881, à la suite de la première guerre des Boers le Transvaal retrouve son autonomie au prix d'un soulèvement général concomitant à la montée au Cap du nationalisme des Afrikaners (autre nom pour désigner les Boers, notamment ceux vivant dans les zones urbaines du Cap et du Natal). En 1881, les Afrikaners du Cap se réunissent à Graaff-Reinet où ils fondent l'union afrikaner (Afrikaner Bond), partisane de l'inclusion des républiques boers et de la colonie du Cap. Le projet global de l'Afrikaner Bond est d'établir une nationalité sud-africaine pour un État souverain, dirigé par les Afrikaners. Le Royaume-Uni demeurerait un partenaire privilégié. En 1882, le parlement du Cap autorise l'utilisation du néerlandais lors de sessions parlementaires. Ce retour du néerlandais sur la place publique qui était au début une mesure libérale d'ouverture politique a pour effet de stimuler le Bond. L'obligation de bien savoir parler anglais pour être élu député est peu après supprimé pour un certain nombre de sièges ce qui permet l'élection d'Afrikaners de l'arrière-pays au parlement. Le développement de l'Afrikander Bond dans la colonie du Cap profite alors de ces mesures libérales.
En 1888, le parlement du Cap vote en faveur de l'établissement d'une union douanière sud-africaine. Elle est la première pierre d'un processus ayant pour objet d'aboutir à une fédération sud-africaine. Les colonies britanniques d'Afrique australe y sont incluses progressivement mais également la République boer de l'État libre d'Orange qui y adhère en 1889. Le Transvaal du président Paul Kruger refuse cependant d'y adhérer. En fait, il tente de désenclaver son pays et ne plus dépendre des Britanniques avec le lancement de la construction d'un chemin de fer reliant le Transvaal à la baie de Delagoa au Mozambique portugais. 
Le premier ministre du Cap, Cecil Rhodes, ambitionne pour sa part de relier Le Cap au Caire par la voie du chemin de fer sans jamais quitter un territoire africain sous souveraineté britannique. Il a dans ce but financé une colonne de pionniers britanniques pour annexer les territoires en amont du fleuve Limpopo. 
Au Transvaal, la découverte d'or et de diamants dans les années 1880 a attiré des prospecteurs du monde entier, notamment d'Angleterre. Pour les Boers, ce sont des uitlanders (étrangers) dont l'augmentation au sein de la population blanche du Transvaal est significative au point de menacer la supériorité numérique des natifs boers (soit environ 60 000 uitlanders face à 30 000 Boers. Ces uitlanders se trouvent essentiellement dans la région de l'actuelle Johannesbourg, mais à Pilgrim's Rest, Lydenburg et Barberton dans l'est du pays. Le gouvernement du président Paul Kruger est vite inquiet des conséquences dangereuses de ce flux de travailleurs pour l'indépendance du Transvaal d'autant plus que ces uitlanders sont pour la plupart britanniques et réclament des droits équivalents aux Boers du Transvaal (notamment le droit de vote). En conséquence, le Transvaal adopte en 1890 une législation refusant le droit de vote ou de citoyenneté aux uitlanders qui ne résident pas depuis 14 années dans le pays et qui n'ont pas atteint l'âge de 40 ans. Ceci est inacceptable pour les colonialistes du Cap et pour les loyalistes britanniques. Le 29 décembre 1895, le docteur Leander Starr Jameson tente lors d'un raid de renverser le gouvernement du Transvaal pour permettre aux uitlanders d'obtenir des droits et d'influer dans un sens pro-britannique la politique du gouvernement. Le raid est un piteux échec. Jameson est emprisonné et Rhodes, accusé d'en être l'instigateur, est obligé de démissionner de son poste de premier ministre. À partir de 1897, le Haut commissaire pour l'Afrique du Sud, Sir Alfred Milner, et le Secrétaire aux colonies, Joseph Chamberlain, utilisent le déni des droits aux uitlanders comme principal argument pour une attaque contre le Transvaal. Les revendications et les soulèvements uitlanders sont encouragés, avec en toile de fond le déclenchement de la guerre, contre le gouvernement de Kruger. Ces pressions britanniques et l'intransigeance de Kruger débouchent sur le déclenchement de la seconde guerre des Boers en 1899.
À la suite de la défaite de 1902, la république du Transvaal devient une colonie britannique et tous les résidents du Transvaal des sujets de la couronne. En 1910, le projet de l'Union d'Afrique du Sud se concrétise, mais sous la forme d'un État unitaire, avec l'anglais et le néerlandais comme langues officielles. Les Afrikaners disposent des mêmes droits que les Anglo-sud-africains et parviennent à reprendre le contrôle de la vie politique en Afrique du Sud, étant donné qu'ils sont supérieurs numériquement.

## Les Anglo-sud-africains, l'apartheid et la république d'Afrique du Sud
En 1955, 33 000 résidents de la province du Natal, dont la population blanche est très majoritairement de souche britannique signent un appel contre l'établissement d'une république en Afrique du Sud. En 1960, la majorité des Anglo-Sud-Africains votent « non » au projet d'établissement de la république d'Afrique du Sud. Au Natal, certains en appellent à faire sécession.
Durant la période d'apartheid, les Anglo-Sud-Africains votent majoritairement d'abord pour le parti uni puis dispersent leurs voix entre le parti uni, le parti libéral et le parti progressiste. Les élus anglo-sud-africains sont alors essentiellement implantés dans les villes et banlieues de Johannesbourg, Le Cap, Durban ou Pietermaritzburg. Au début des années 1960, deux députés anglo-sud-africains rejoignent le gouvernement du parti national  au pouvoir (Alfred Trollip et Frank Waring). Durant les années 1970 et 80, le parti progressiste devient la principale force de l'opposition parlementaire alors que le parti national cesse d'être le réceptacle du seul vote afrikaner et reçoit de plus en plus de votes de la communauté anglo-sud-africaine. Lors des élections générales sud-africaines de 1987, le parti progressiste fédéral est pour la première fois devancé par le parti national dans l'électorat anglo-sud-africain (56 % des Anglo-sud-africains et 56 % des Afrikaners votent alors pour le Parti national). Lors des élections générales sud-africaines de 1989, le parti démocratique (qui a succédé au parti progressiste fédéral) reçoit 42 % des voix anglo-sud-africaines et 9 % des voix afrikaners, devancé encore une fois par le parti national (50 % des voix anglo-sud-africaines et 46 % des voix afrikaners). Lors du référendum sur la fin de l'apartheid en 1992, les votes des circonscriptions anglo-sud-africaine se sont massivement reportées sur le « oui » (Le Cap, Johannesbourg, Durban, East London, Pietermaritzburg). 
Depuis 2001, les voix anglo-sud-africaines et afrikaners se reportent essentiellement sur l'Alliance démocratique.

## Démographie

Densité d'Anglo-sud-africains au sein de l'Afrique du Sud (langue maternelle).

## Les écrivains anglo-sud-africains
Ce n'est qu'à la fin du XIXe siècle que se développe réellement la littérature anglo-sud-africaine. Dans un premier temps, c'est la vie rurale des Afrikaners qui est décrite par des auteurs issus de la communauté anglo-sud-africaine comme Olive Shreiner (1855-1920), élevée au cœur de l'Afrique du Sud. Cette sympathisante des Boers s'en prend alors au cynisme dominateur de l'impérialiste britannique Cecil Rhodes mais aussi à la rigidité du système social afrikaner (The Story of an African Farm).
Alan Paton publie le roman Cry, the Beloved Country (Pleure mon pays bien-aîmé) en 1948. C'est le conte d'un prêtre noir qui vient de Johannesbourg pour trouver son fils. Ce livre devient un succès d’édition.
Pendant les années 1950, Nadine Gordimer commence à publier ses premières histoires. Son roman le plus connu, July's People, est publié en 1981.
Dans la catégorie des romans populaires, depuis 1964, l'écrivain Wilbur Smith relate l'histoire de l'Afrique australe à travers l'histoire romancée de la dynastie fictive des Courtney et de celle des Ballantyne.

## Articles liés
- Histoire de l'Afrique du Sud
- Histoire de la colonie du Cap
- Référendum sud-africain de 1960